# Han Lingdi
Han Lingdi, född 156, död 189, var en kinesisk monark. Han var kejsare av Handynastin 168 - 189 e.Kr.